# Manitou and Pike's Peak Railway
De Pikes Peak Cog Railway werd in 1890 in gebruik genomen. Vanaf 1891 ging hij tot aan de top van de Pikes Peak in de staat Colorado in de Verenigde Staten. De spoorlijn begint in de plaats Manitou Springs op een hoogte van 1938 meter boven zeeniveau en eindigt op de top van de Pikes Peak op een hoogte van 4302 meter. De spoorlijn is ongeveer 14 km lang.